# 틴드르 (충돌구)

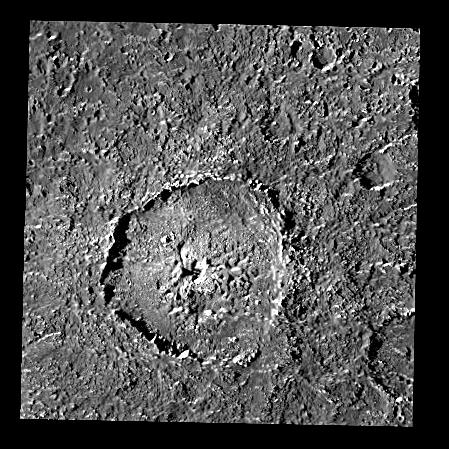
갈릴레오가 촬영한 틴드르의 모습.

틴드르(영어: Tindr)는 목성의 위성 칼리스토의 표면에 존재하는 충돌구이다. 틴드르의 이름은 노르드 신화에서 이름을 따 붙여졌다. 틴드르의 지름은 약 73 km이며, 중심에 구덩이가 있는 종류의 충돌구에 속한다. 틴드르가 생성될 때 형성된 분출물이나 사슬형 충돌구들은 옆에 있는, 더 오래 전에 형성되었던 하르 충돌구를 덮어씌운 것으로 보인다. 틴드르에서는 연속적인 분출물, 2차 충돌구들을 찾을 수 있다. 틴드르의 연대는 38억 7천만 년으로 추산되고 있다.